# Pachy Lopez
Reinaldo Ricardo López Cabello, (La Habana, 11 de agosto de 1968), conocido profesionalmente como Pachy López es un músico y compositor cubano.

## Primeros años
Reinaldo Ricardo López Cabello nació en La Habana, el 11 de agosto de 1968. Es hijo de Reinaldo López, un percusionista, y Norma A. Cabello, una cantante de club en la escena habanera de la década de 1960 y 1970. A los ocho años comenzó sus estudios musicales, eligiendo la guitarra como su instrumento favorito.
A los 14 años, influenciado por la tradición familiar, sus tías y primos lo introdujeron en el mundo del teatro. Posteriormente se convirtió en actor y escritor, ganando premios como el escritor más joven de la industria. Estos premios lo llevaron a viajar al Teatro Nacional de Panamá en 1988 para una presentación, donde desertó del régimen cubano. López llegó a Miami, en 1990, y aún vive allí con su familia.

## Carrera
A principios de la década de 1990, López trabajó como compositor independiente. Su primer éxito radiofónico "Románticos al Rescate", fue cantado por Luis Enrique, y otros éxitos como Amor de Novela, El Rey Del Mundo, Estas Hecha Para Mi, Si Quieres Amar y Nada es Igual Sin Ti fueron creados durante su relación con Sony, que aún posee parte de su catálogo.
En 1997, se graduó de la Universidad Internacional de Florida con una Licenciatura en Ciencias de la Comunicación y continuó su carrera como escritor al fundar Artistik Connection Music Publishing. Posteriormente, la compañía firmó un acuerdo de coedición con PEER MUSIC PUBLISHING. Durante su relación contractual con PEER, desarrolló un catálogo de 184 canciones y publicó varias de artistas como Rey Ruiz, Víctor Manuelle, Alejandra Guzmán, Yuri, Jaime Camil y Willy Chirino.
En 2003 se retiró de su carrera como compositor musical y fundó Red Door Productions, Inc., una empresa de producción y marketing de eventos que presta servicios a la industria del entretenimiento y eventos en el área del sur de Florida.
López también fue fotógrafo y en 2007 fue premiado por la Biblioteca Internacional de Fotografía. Sus imágenes se han utilizado en la industria del entretenimiento para campañas publicitarias, promociones de conciertos, anuncios de televisión, vallas publicitarias, campañas de internet y tres libros publicados por la Biblioteca Internacional de Fotografía.

## Discografía
- 1993 Alvaro Torres-  Te Llevo Dentro
- 1993 Lourdes Robles-  Se Te Nota
- 1994 Luis Enrique-  Románticos Al Rescate
- 1994 Victor Manuel-  Te LLevo Dentro
- 1995 Jerry Rivera-  Amor Magico
- 1995 Rafael Armando-  Un Beso De Quien Amas
- 1995 Rey Ruiz-  El Rey Del Mundo
- 1996 Angel Joel-  Atracción, Estas Hecha Para Mi
- 1996 Jomar-  Fuera De Lo Comun, Esta Hecha Para Mi
- 1996 Rey Ruiz-  Saber Amar
- 1997 Lucrecia-  No Me Hacen Falta Alas
- 1997 Giro-  Una Historia De Amor
- 1998 Servando y Florentino-  Estas Hecha Para Mi
- 1998 Miguel Angel Guerra-  Orar En La Mañana
- 1998 Fabby-  Te Amo
- 1998 Liliana-  Comenzar De Cero
- 1998 Lourdes Robles-  Si Pudieras Amarme
- 1998 Alejandro Martinez-  Dime Si Es Amor, Escápate Conmigo
- 1998 Jailene-  Que Tu Fe Nunca Muera
- 1998 Jerry Rivera-  Si Quieres Amar
- 1998 Onda Vaselina-  Desconéctate
- 1999 Charlie Cruz-  Grito Tu Nombre
- 1999 Yolandita Monge-  Vibraciones Positivas
- 1999 Amparo Sandino-  Asi Es Mi Gente, Si Yo Pudiera
- 1999 Marcelo Cano-  Angeles
- 1999 Alejandra Guzmán-  Grita
- 1999 Los Grana-  Si Quieres Amar
- 1999 Luis Enrique-  Y Soñar
- 2000 Juan Carlos Coronel-  Edad Madura
- 2000 Miguel Angel Guerra-  Fe
- 2000 Los Hidalgo-  Si Pudieras Amarme, Dime Que Si
- 2000 Jerry Rivera-  Amor De Novela
- 2000 Jaime Camil-  Nada Es Igual Sin Ti, Fiesta De Amor, Me Llego El Amor, Si Quieres Amar
- 2000 Jerry Rivera-  Navegándote
- 2001 Daniela Luján-  Vuela Alto
- 2001 Jerry Rivera-  Volveras, Un Beso De Quien Amas
- 2001 Yuri-  Que Tu Fe Nunca Muera
- 2004 Willy Chirino-  Solo Por Amor, Veneno
- 2021 Gente De Zona- Vampiro
- 2021 Marc Anthony- Si Fuera Facil